# Eupterote mollis
Eupterote mollis är en fjärilsart som beskrevs av Moore 1884. Eupterote mollis ingår i släktet Eupterote och familjen Eupterotidae. Inga underarter finns listade i Catalogue of Life.